# Sergio Rodríguez Viera
Sergio Rodríguez Viera (Colonia del Sacramento, Uruguay, 4 de abril de 1928 - Alicante, España, 6 de abril de 1986) fue un futbolista y entrenador uruguayo. Jugó de delantero en clubes como CD Málaga, Real Madrid y Hércules CF, en Primera División de España. Como entrenador su máximo logro fue el ascenso a Primera división con el Real Mallorca en 1969.

## Trayectoria
Sergio Rodríguez debutó en Primera División de España el 5 de noviembre de 1950, en un Real Valladolid-Málaga (1-0). Como era habitual en la época, fue jugador-entrenador del Hércules CF en varias ocasiones. Se hizo cargo del equipo de manera interina no continuadamente, en las temporadas 1955/56, 1965/57 y 1957/58. Posteriormente en la temporada 1966/67 volvió a entrenar al Hércules, y años más tarde lo haría en el Alicante CF o Real Mallorca entre otros. Al Alicante lo dirigió dos temporadas desde 1973 a 1975
En la temporada 1962/63 ejerció de director técnico y labores de entrenador del UD Tabernes, temporada en el que desembarcaron en el equipo valenciano jugadores alicantinos como Chalé, Ortiz y Guayo. En la temporada 1964/65 dirigió al Monóvar del Grupo X de Tercera división. Tras un paso exitoso por el Real Mallorca con el que ascendió a Primera, entrenó al Español de San Vicente, Alicante, Onil, Crevillente Deportivo, Baza, Caravaca o Castalla. En febrero de 1986 fichó por el Callosa Deportiva de Tercera división y dos meses después falleció repentinamente.
Su hermano Héctor Rodríguez también fue un destacado futbolista uruguayo, que jugó entre otros, en Nacional de Uruguay.

## Clubes

### Como jugador
| Club                    | País    | Periodo   | Liga PJ (G) | Copa PJ (G) |
| ----------------------- | ------- | --------- | ----------- | ----------- |
| Rampla Juniors FC       | Uruguay | 1946-1949 |             |             |
| Stade français-Red Star | Francia | 1949-1950 | 9 (5)       |             |
| Stade français-Red Star | Francia | 1950-1951 | 8 (1)       |             |
| CD Málaga               | España  | 1950-1951 | 21 (9)      |             |
| CD Málaga               | España  | 1951-1952 |             |             |
| CD Málaga               | España  | 1952-1953 | 22 (10)     |             |
| Real Madrid CF          | España  | 1953-1954 | 5 (0)       |             |
| Hércules CF             | España  | 1954-1955 | 22 (7)      |             |
| Hércules CF             | España  | 1955-1956 | 22 (3)      |             |
| Hércules CF             | España  | 1956-1957 |             |             |
| Hércules CF             | España  | 1957-1958 |             |             |
| Alicante CF             | España  | 1958-1959 |             |             |
| Alicante CF             | España  | 1959-1960 |             |             |
| Orihuela Deportiva      | España  | 1960-1961 |             |             |
| Alicante CF             | España  | 1961-1962 |             |             |

### Como entrenador
| Club                                    | País   | Año       |
| --------------------------------------- | ------ | --------- |
| Hércules CF (jugador-entrenador)        | España | 1955      |
| Hércules CF (jugador-entrenador)        | España | 1957      |
| Hércules CF (jugador-entrenador)        | España | 1958      |
| Alicante CF (jugador-entrenador)        | España | 1959-1960 |
| Orihuela Deportiva (jugador-entrenador) | España | 1960-1961 |
| UD Tabernes                             | España | 1962-1963 |
| Monóvar CD                              | España | 1964-1965 |
| Orihuela Deportiva                      | España | 1965-1966 |
| Hércules CF (segundo entrenador)        | España | 1966-1967 |
| Hércules CF                             | España | 1967-1968 |
| Real Mallorca                           | España | 1968-1969 |
| CD Español de San Vicente               | España | 1971-1972 |
| Alicante CF                             | España | 1973-1975 |
| UD Onil                                 | España | 1975-1978 |
| Crevillente Deportivo                   | España | 1979-1981 |
| CD Baza                                 | España | 1981-1982 |
| Caravaca CF                             | España | 1982-1983 |
| Castalla CF                             | España | 1984-1985 |
| Callosa Deportiva                       | España | 1986      |